# Euthüdémosz (filozófus)
Euthüdémosz (Híosz, I. e. 5. század – I. e. 5. század vagy I. e. 4. század) görög szofista filozófus.

## Pályafutása
Neve elsősorban Platón róla elnevezett dialógusából ismert, amelynek cselekménye I. e. 421 és I. e. 415 között játszódik. Platón Euthüdémoszról és testvéréről, a szintén szofista filozófus, Dionüszodóroszról azt írja, hogy először hadi művészeteket, majd szónoklatot és bíróságibeszéd-írást tanítottak, most pedig az erényre oktatnak. „Kiművelték magukat a küzdelemnek abban a fajtájában is, amelyet eddig nem űztek, úgyhogy senki se tudna megmérkőzni velük, olyan ügyesek lettek a szóharcban és abban, hogy az éppen elhangzó beszédet – akár hamis az, akár igaz, egyaránt – megcáfolják”, mondja Szókratész barátjának, Kritónnak (272 a). A dialógus gy mutatja be őket, mint olyan vitatkozókat, akik a nyilvánvalóan értelmetlen érvektől sem riadnak vissza annak érdekében, hogy nevetségessé tegyék beszélgetőtársukat. Euthüdémosz munkái nem maradtak fenn.
Egyik szofizmájáról Arisztotelész is megemlékezett Rétorika című munkájában. A látszatentimémák között említette meg Euthümédesz egyik bizonyítását, amikor a filozófus két külön álló igazságból levont egy hamis következtetéstː „Ilyen érvvel bizonyított például Euthümédoszː az illető tudta, hogy a háromevezős Peiraieuszban van, mert ismerte a hajót és Peiraieuszt is” (1401a).